# Zweite Schlacht bei Chaironeia
Erster Mithridatischer Krieg (89–85 v. Chr.)

Amnias – Protopachium – Rhodos – Athen und Piräus – Chaironeia – Orchomenos – Tenedos I
Zweiter Mithridatischer Krieg (83–81 v. Chr.)

Halys
Dritter Mithridatischer Krieg (73–63 v. Chr.)

Chalkedon – Kyzikos – Rhyndacus – Granicus und Aesepus – Lemnos – Tenedos II – Herakleia – Cabira I – Tigranokerta – Artaxata – Nisibis – Cabira II – Comana – Zela – Lykos (Nicopolis)
Die Schlacht bei Chaironeia fand im Jahre 86 v. Chr. bei der Stadt Chaironeia im westlichen Böotien zwischen den Römern und einer Armee aus Pontos statt. Die römischen Truppen wurden von Sulla, die pontischen Truppen von Archelaos, dem Feldherrn Mithridates’ VI., geführt. 

## Vorgeschichte
Aufgrund der Ausbeutung der römischen Provinz Asia (Westküste der Türkei) durch die römischen Steuereintreiber kam es in Kleinasien zu Aufständen. Auf Befehl des Mithridates wurden 88 v. Chr. etwa 80.000 Italiker getötet (die sogenannte Vesper von Ephesos). Daraufhin befanden sich weite Teile Griechenlands im Aufstand gegen Rom.

Nach anfänglichen Querelen mit dem römischen Senat, der zuerst Gaius Marius als Befehlshaber einsetzte, konnte sich Sulla durchsetzen, indem er seine Truppen in Rom einmarschieren ließ. Mit seinem Heer eroberte er zunächst Griechenland zurück (Erstürmung von Athen 86 v. Chr.).

## Ablauf
Bei Chaironeia kam es zur Schlacht gegen den von Mithridates gesandten Archelaos. 
Den pontischen Reitern und Streitwagen war es nicht möglich, den römischen Legionen in gewohnter Manier in ihre Flanke zu fallen. Sulla hatte breite Gräben ziehen lassen, um eine Umgehung seiner schweren Infanterie zu verhindern. Beim frontalen Kampf waren die disziplinierten Römer den pontischen Fußsoldaten deutlich überlegen. Die Römer siegten trotz zahlenmäßiger Überlegenheit des Gegners. Archelaos konnte mit etwa 10.000 pontischen Soldaten nach Chalkis entkommen.
Sulla schloss mit Mithridates aber schon 85 v. Chr. den  Frieden von Dardanos, um nach Rom zurückkehren zu können.